# Saint-Michel (Hérault)
Saint-Michel [sɛ̃ miʃɛl] (auch: Saint-Michel-d’Alajou, okzitanisch Sant Miquèl) ist eine französische Gemeinde mit 60 Einwohnern (Stand: 1. Januar 2022) im Département Hérault in der Region Okzitanien (vor 2016 Languedoc-Roussillon). Sie gehört zum Arrondissement Lodève sowie zum Kanton Lodève. Die Einwohner werden Saint-Michelains genannt.

## Geographie
Die Gemeinde Saint-Michel liegt in den südwestlichen Ausläufern der Cevennen an der Grenze zum Département Gard, etwa 15 Kilometer nördlich von Lodève. Sie grenzt an Le Cros im Nordwesten und Norden, Sorbs im Norden und Nordosten, Vissec im Nordosten, Saint-Maurice-Navacelles im Osten, La Vacquerie-et-Saint-Martin-de-Castries im Südosten, Saint-Pierre-de-la-Fage im Süden, Saint-Étienne-de-Gourgas im Südwesten sowie Pégairolles-de-l’Escalette im Westen.

## Bevölkerungsentwicklung
| Jahr                       | 1962 | 1968 | 1975 | 1982 | 1990 | 1999 | 2009 | 2020 |
| Einwohner                  | 86   | 72   | 50   | 43   | 35   | 44   | 54   | 57   |
| Quellen: Cassini und INSEE |      |      |      |      |      |      |      |      |

## Sehenswürdigkeiten

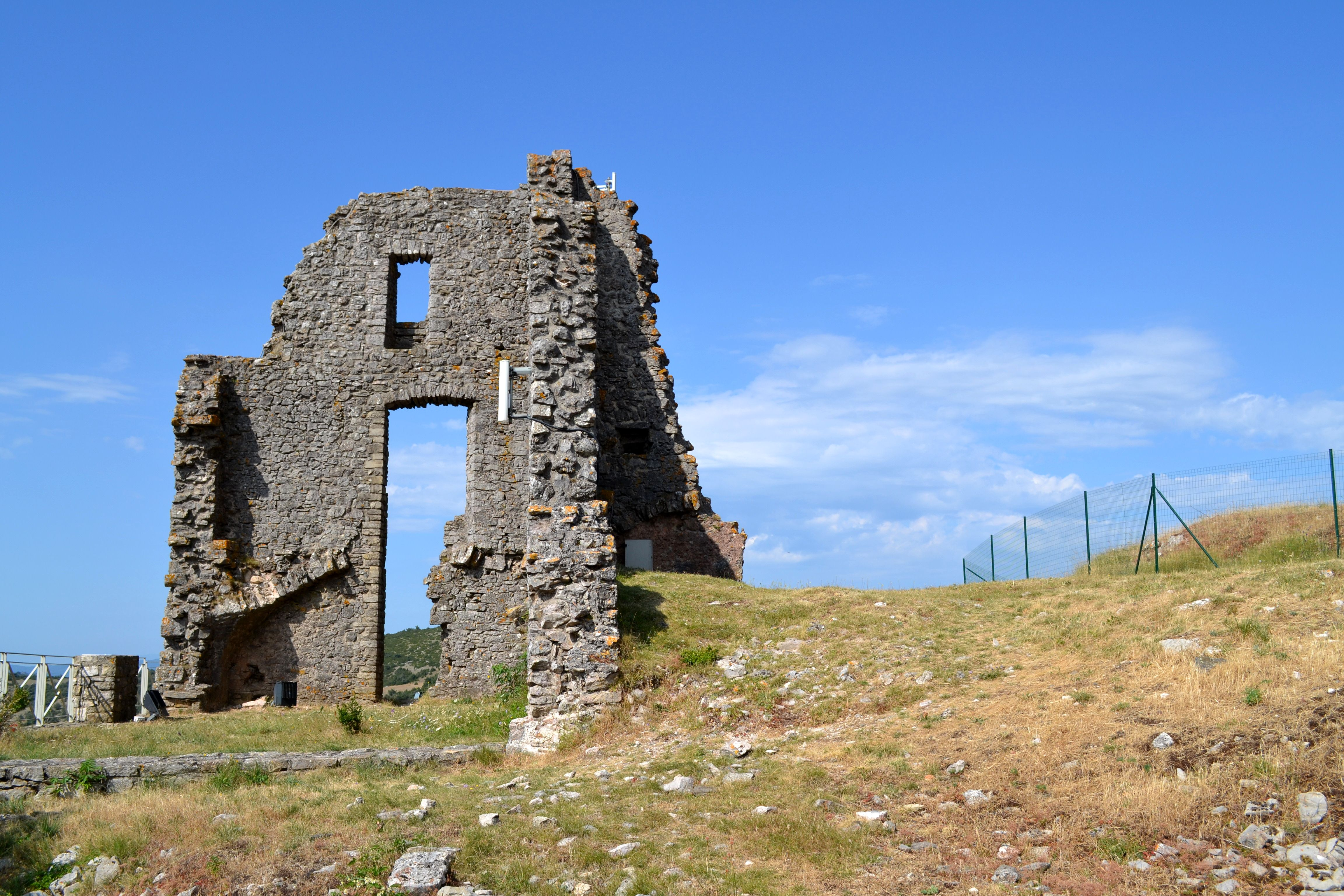
Burgruine

- Kirche Saint-Michel aus dem 17. Jahrhundert, Monument historique
- Kapelle Saint-Genès aus dem 19. Jahrhundert
- Ruinen der alten Burg